# Jack Wright (Politiker)
Hon. John „Jack“ David Wright, AO (* 25. Januar 1927 in Toowoomba, Queensland; † 28. August 1998) war ein australischer Gewerkschaftsfunktionär und Politiker der Labor Party, der zwischen 1971 und 1985 Mitglied des South Australian House of Assembly sowie zeitweise Minister war. Er war von 1979 bis 1985 stellvertretender Vorsitzender der Labor Party von South Australia und zwischen 1982 und 1985 stellvertretender Premier dieses Bundesstaates.

## Leben

### Gewerkschaftsfunktionär, Mitglied desSouth Australian House of Assemblyund Minister
John „Jack“ David Wright besuchte das Mount Carmel College in Charters Towers und arbeitete nach dem frühzeitigen Verlassen der Schule als Schafscherer. Bereits 1942 wurde er Mitglied der Australischen Arbeitergewerkschaft AWU (Australian Workers’ Union) und war im Laufe seines Lebens in vielen Funktionen für die Gewerkschaft engagiert, unter anderem als Sekretär des Streikkomitees der Schafscherer in Queensland 1945. Er hatte zwischen 1949 und 1957 verschiedene Positionen in der AWU-Zweigstelle in Broken Hill in New South Wales inne und fungierte im Anschluss von 1957 bis 1966 als Organisator der AWU in Port Augusta in South Australia, ehe er zwischen 1966 und 1971 als Organisator, Präsident und Sekretär des AWU-Verbandes im Bundesstaat von South Australia.
Nach dem Tode seines Parteifreundes Sam Lawn am 25. Mai 1971 wurde Wright für die Labor Party bei der dadurch notwendigen Nachwahl (By-election) im Wahlkreis Adelaide erstmals zum Mitglied der South Australian House of Assembly gewählt, des Unterhauses des Parlaments von South Australia, und vertrat diesen Wahlkreis bis zu seinem Verzicht auf eine erneute Kandidatur bei der Wahl am 7. Dezember 1985, woraufhin sein Parteifreund Mike Duigan diesen Wahlkreis gewann. Während seiner Parlamentszugehörigkeit war er unter anderem zwischen dem 29. März 1973 und dem 10. Juni 1975 Mitglied des Parlamentarischen Ständigen Ausschusses für öffentliche Arbeiten.
Am 10. Juni 1975 wurde Jack Wright in die zweite Regierung von Premier Don Dunstan berufen und bekleidete in dieser bis zum 15. Februar 1979 den Posten als Minister für Arbeit und Industrie (Minister of Labour and Industry). Zugleich fungierte er zwischen dem 2. Dezember 1977 und dem 15. Februar 1979 Beigeordneter Minister beim Premier für industrielle Demokratie (Minister Assisting the Premier in Industrial Democracy). In der darauf folgenden Regierung von Premier Des Corcoran bekleidete er zwischen dem 15. Februar und dem 18. September 1979 weiterhin die Ämter als Minister für Arbeit und Industrie sowie als Beigeordneter Minister beim Premier für industrielle Demokratie und war darüber hinaus vom 15. März bis zum 18. September 1979 auch noch Minister für öffentliche Arbeiten (Minister of Public Works). Am 13. Dezember 1979 wurde ihm der Höflichkeitstitel The Honourable verliehen.

### Stellvertretender Vorsitzender der Labor Party von South Australia und stellvertretender Premier
Nach der Niederlage der ALP bei der Wahl am 15. September 1979 übernahm Jack Wright am 2. Oktober 1979 von Hugh Hudson die Funktion als Deputy Leader of the South Australian Labor Party und war damit bis zu seiner Ablösung durch Don Hopgood am 26. Juli 1985 Stellvertreter des Parteivorsitzenden John Bannon. Er fungierte zugleich zwischen Oktober 1979 und November 1982 als Deputy Leader of the Opposition und somit als stellvertretender Oppositionsführer in der Legislativversammlung.
Nach dem Sieg der ALP bei der Wahl am 6. November 1982 wurde Wright in die Regierung von Premier John Bannon berufen und übernahm vom 10. November 1982 bis zum 16. Juli 1985 das Amt als stellvertretender Premier (Deputy Premier) sowie zeitgleich als Arbeitsminister (Minister of Labour). Daneben fungierte er zwischen dem 10. November 1982 und dem 10. Februar 1984 abermals als Minister für öffentliche Arbeiten. Nach einer neuerlichen Umbildung der Regierung Bannon war er vom 10. Februar 1984 bis zum 16. Juli 1985 als Chief Secretary Chefsekretär der Regierung und außerdem in Personalunion Minister für Rettungsdienste (Minister of Emergency Services). Für seine Verdienste um das Parlament Südaustraliens, die industriellen Beziehungen und die Gemeinschaft wurde er im Rahmen des Australia Day am 26. Januar 1986 zum Officer des Order of Australia (AO) ernannt. Am 27. März 1986  wurde ihm erneut der Höflichkeitstitel The Honourable verliehen. Nach seinem Ausscheiden aus Regierung fungierte er noch als Vorsitzender der Staatlichen Lotteriekommission (South Australian Lotteries Commission).
Jack Wright war verheiratet und Vater des ALP-Politikers Michael Wright (* 1956), der zwischen 1997 und 2014 ebenfalls Mitglied des House of Assembly war, in der Regierung von Premier Mike Rann von 2002 bis 2011 zahlreiche Ministerämter bekleidete sowie zwischen 2013 und 2014 noch stellvertretender Sprecher und Vorsitzender der Ausschüsse der Legislativversammlung war.

## Hintergrundliteratur
- Parliament of South Australia: Statistical Record of the Legislature 1836–2007 (Memento vom 11. März 2019 im Internet Archive)

## Weblink
- Hon Jack Wright AO. In: Parlament von South Australia. Abgerufen am 25. April 2024 (englisch).